# Hidajet Hankić
Hidajet Hankić (in cirillico: Хидајет Ханкић?; Schwarzach im Pongau, 29 giugno 1994) è un calciatore bosniaco con cittadinanza austriaca, portiere del Rostov.

## Carriera
Il 1º luglio 2019 viene acquistato a titolo definitivo dalla squadra rumena del Botoșani.

## Palmarès
- Coppa di Bulgaria: 1

Botev Plovdiv: 2023-2024